# Devil's Night
Devil's Night es el álbum debut de la banda de hip hop de Detroit D12, lanzado el 19 de junio de 2001 y con la producción ejecutiva de Eminem. El título del álbum viene de la tradición estadounidense "Devil's Night" (noche maldita), reconocida en y alrededor de Detroit. El álbum sacó dos singles: "Purple Pills" y "Fight Music". El álbum tiene una pista oculta de Eminem llamada "Girls", que es un diss track a Limp Bizkit, DJ Lethal, y Everlast. Devil's Night fue también el primer álbum en ser lanzado por el sello de Eminem, Shady Records, a pesar de que el sello ha estado activo desde 1999.

## Lista de canciones
| N.º | Título                                                                             | Productor(es)           | Duración |  |
| 1.  | «Another Public Service Announcement» (interpretada por Jeff Bass y Rondell Beene) |                         | 0:49     |  |
| 2.  | «Shit Can Happen»                                                                  | Denaun Porter           | 4:52     |  |
| 3.  | «Pistol Pistol»                                                                    | Eminem                  | 5:23     |  |
| 4.  | «Bizarre» (Skit, interpretada por Bizarre)                                         |                         | 1:12     |  |
| 5.  | «Nasty Mind» (con Truth Hurts)                                                     | Dr. Dre                 | 4:43     |  |
| 6.  | «Ain't Nuttin' But Music»                                                          | Dr. Dre                 | 5:11     |  |
| 7.  | «American Psycho»                                                                  | Eminem                  | 4:36     |  |
| 8.  | «That's How» (Skit)                                                                |                         | 0:37     |  |
| 9.  | «That's How...»                                                                    | Denaun Porter y Eminem* | 4:49     |  |
| 10. | «Purple Pills»                                                                     | Eminem                  | 5:05     |  |
| 11. | «Fight Music»                                                                      | Dr. Dre                 | 4:22     |  |
| 12. | «Instigator»                                                                       | Eminem                  | 4:58     |  |
| 13. | «Pimp Like Me» (con Dina Rae)                                                      | Eminem                  | 5:57     |  |
| 14. | «Blow My Buzz»                                                                     | Eminem                  | 5:10     |  |
| 15. | «Obie Trice» (Skit, interpretada por Rondell Beene y Obie Trice)                   | Denaun Porter           | 1:07     |  |
| 16. | «Devils Night»                                                                     | Eminem                  | 4:19     |  |
| 17. | «Steve Berman» (Skit, interpretada por Steve Berman & Eminem)                      |                         | 0:50     |  |
| 18. | «Revelation»                                                                       | Dr. Dre                 | 5:48     |  |
| 19. | «Girls»                                                                            | Eminem                  | 5:35     |  |

| Limited Edition - Bonus Disc |                     |                             |          |  |
| N.º                          | Título              | Productor(es)               | Duración |  |
| 1.                           | «These Drugs»       | Eminem, Jeff Bass y DJ Head | 4:42     |  |
| 2.                           | «Words Are Weapons» | Eminem                      | 4:09     |  |
| 3.                           | «Shit on You»       | DJ Head y Eminem*           | 5:14     |  |

- Los coproductores son señalados con * detrás de su nombre.

- En la versión limpia/editada del álbum, "Purple Pills" y "Fight Music" son llamadas "Purple Hills" y "Flight Music"